# История почты и почтовых марок Абу-Даби
История почты и почтовых марок Абу́-Да́би условно подразделяется на два периода — британский и самостоятельный.

## Британская почта в Абу-Даби
Будучи в настоящее время частью Объединённых Арабских Эмиратов (ОАЭ), Абу-Даби ранее был крупнейшим из семи эмиратов в составе Договорных государств на так называемом «Пиратском берегу» Восточной Аравии между Оманом и Катаром. Договорные государства в целом занимали территорию площадью около 32 тыс. миль², из которых 26 тыс. приходилось на Абу-Даби. Столицей княжества был город Абу-Даби, который находится на острове и был основан в 1761 году.
Название «Договорные государства» возникло в результате международных договоров, заключённых ими с Великобританией в 1820 году, которые обеспечили перемирие в этом регионе и борьбу с пиратством и рабством. Действие договора закончилось 31 декабря 1966 года. Решение о создании ОАЭ было принято 18 июля 1971 года, а 1 августа 1972 года была создана федерация, хотя инаугурационные почтовые марки ОАЭ были выпущены только 1 января 1973 года.
Добыча нефти началась на острове Дас после проведения изыскательских работ в 1956—1960 годах. Остров Дас является частью Абу-Даби, но лежит далеко в море, примерно в 100 милях к северу от суши. Добыча нефти на суше началась в 1962 году. Будучи крупной нефтедобывающей страной, эмират Абу-Даби вскоре аккумулировал огромные финансовые средства. Инвестиции в долгосрочные строительные проекты и формирование финансового сектора привели к превращению этого района в центр торговли, который может сохранять своё значение и после истощения запасов углеводородов.
В декабре 1960 года строители, работающие на острове Дас, получили почтовые марки Британских почтовых органов в Восточной Аравии, но обработка почты осуществлялась через почтовое отделение на Бахрейне. Почта также штемпелевалась на Бахрейне, поэтому чётких указаний на то, что письмо поступило с острова Дас, не было.
30 марта 1963 года в Абу-Даби было открыто британское почтовое ведомство, выпустившее свои марки после того, как шейх Заид возразил против использования марок стандартного выпуска Договорных государств. Почта с острова Дас по-прежнему обрабатывалась на Бахрейне, но теперь гасилась почтовым штемпелем Абу-Даби Договорных государств.

## Собственные почта и марки
Первыми марками Абу-Даби была стандартная серия 30 марта 1964 года с изображением шейха Шахбата ибн Султана ан-Нахайяна и надписью «Abu-Dhabi» («Абу-Даби»). Было выпущено 11 номиналов в имеющей хождение индийской валюте. Номиналы варьировали от 5 новых пайс (англ. naye paise) до 10 рупий (rupee).

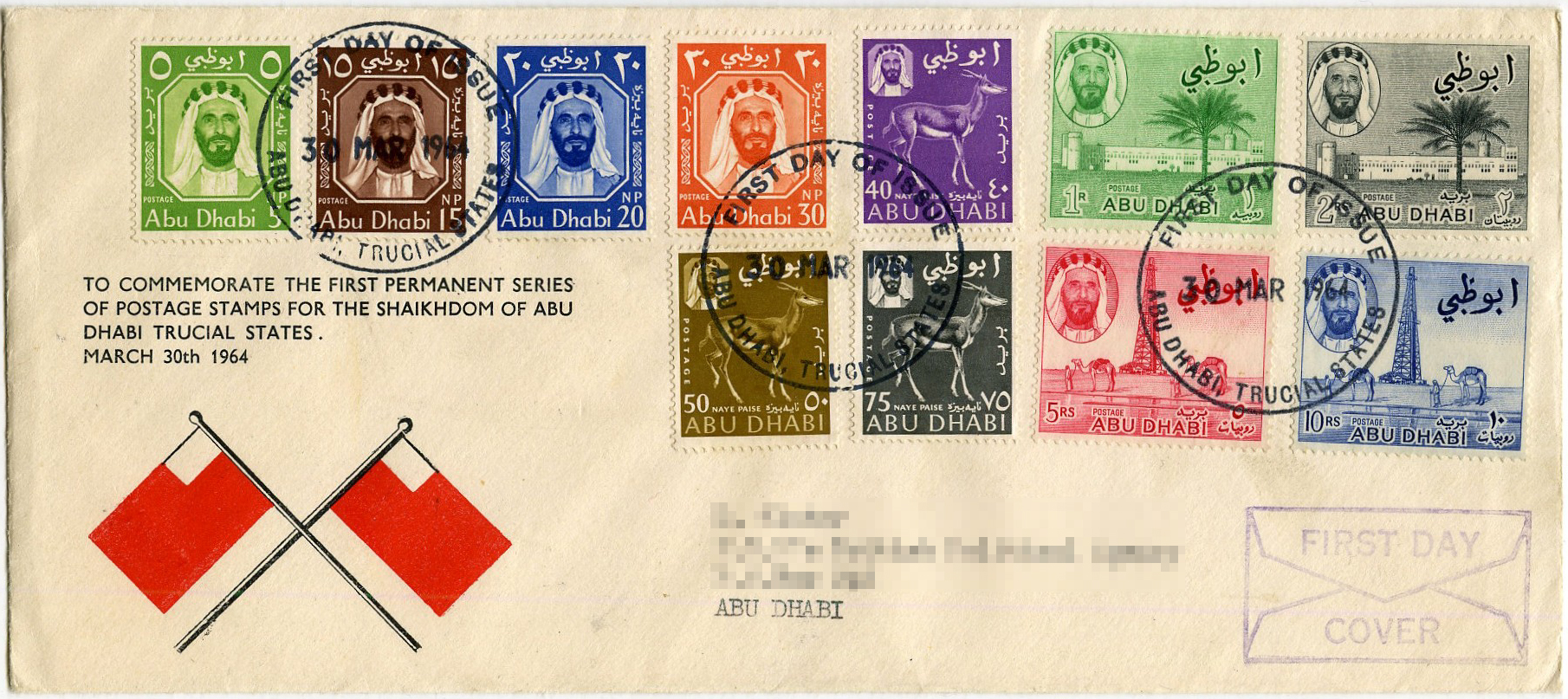
Конверт первого дня с полной первой серией стандартных почтовых марок Абу-Даби (30 марта 1964)

Несмотря на введение марок стандартного выпуска, марки британского почтового ведомства имели хождение как в Абу-Даби, так и на острове Дас до конца 1966 года, когда они были изъяты из обращения.
Почтовое отделение открылось на острове Дас 6 января 1966 года, после чего обработка почты на Бахрейне прекратилась. Почта с острова Дас теперь обрабатывалась на территории Абу-Даби.

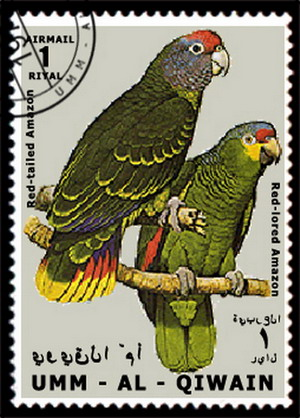
«Песчаные дюны»: марка Умм эль-Кувейна, одного из небольших арабских княжеств (1973)

По истечении срока действия договора с Великобританией в конце 1966 года Абу-Даби ввел новое платежное средство — филсы (fils) и динары (dinar), и создал собственную почтовую администрацию, включая и почтовое отделение на острове Дас. На ранних выпусках были сделаны надпечатки в этой валюте и были выпущены заменившие их марки стандартного выпуска с изображением нового правителя, Халифы ибн Зайда ан-Нахайяна.
Почтовая эмиссия производилась вплоть до введения марок ОАЭ в 1973 году. После присоединения к ОАЭ на 12 марках стандартного выпуска, бывших в обращении только на территории этого княжества, была сделана надпечатка аббревиатуры «UAE» («ОАЭ»).
Всего за период с 1964 по 1972 год эмиратом Абу-Даби было выпущено 95 почтовых марок. На последней выпущенной серии изображён Купол Скалы в Иерусалиме.

## «Песчаные дюны»
На рубеже 1970-х годов марки небольших арабских княжеств получили большую известность у филателистов. Филателистические агентства заключили договора и взяли под свою опеку выпуск почтовых марок этих стран. В результате на коллекционеров обрушился поток красивых марок, которые распространялись по всему миру филателистическими торговыми фирмами. Феномен получил названия «песчаные дюны», «дюны» или «аравийское безумие». Для того чтобы его остановить, Международная федерация филателии внесла в свои «чёрные списки» все марки арабских эмиратов, кроме марок Абу-Даби, которые были выпущены после мая 1967 года. Абу-Даби выпускал ежегодно разумное количество почтовых марок и поэтому не причисляется к «дюнам».